# Haand i Haand
Haand i Haand A/S var et dansk forsikringsselskab, der blev etableret i 1890. Selskabet fusionerede i 1974 med Hafnia Forsikring. 
Selskabet blev stiftet d. 24. februar 1890 af københavnske handelsforeninger på initiativ af grosserer G.M. Grunth. Selskabets navn var da: Handelsstandens Syge- og Begravelsesforsikrings-Selskab og G.M. Grunth blev selskabets administrator. I 1891 overdroges syge-forsikringsafdelingen til Syge-Assurance-Selskabet „Haand i Haand", som var stiftet d. 24. februar 1891 af G.M. Grunth og particulier N.E. Hellfach, medens begravelsesforsikringsvirksomheden fortsattes af Handelsstandens Begravelsesforsikrings Selskab. Den 24. juni 1892 omdannedes Syge-Assurance-Selskabet „Haand i Haand" til et aktieselskab under navnet: Aktieselskabet Haand i Haand, hvis stiftere var G.M. Grunth og kasserer Emil Petersen. Selskabet lå i Nygade 4 i København.
Direktion i året 1950 var: Fritz Løppenthien (f. 1891) adm. direktør og overretssagfører Holger Hede (f. 1894) jur. direktør.